# Marcel Duchamp (banda)
Marcel Duchamp es una banda punk de Chile, formada en el año 2000.
Las temáticas de sus canciones se caracterizan en general por el apoyo a las clases obreras, rechazo al gobierno y las representaciones de este, proclamación de las libertades individuales, rechazo a cualquier tipo de discriminación, rechazo de la dictadura en Chile y las repercusiones de esta. Su nombre es debido a la simpatía que éstos comparten con el artista Marcel Duchamp, y sobre todo, con los movimientos sociales, artísticos y contraculturales de tipo rupturista.
El género de la banda es cercano al hardcore punk y el crust, con elementos de grindcore, power violence y anarco-punk, e inspirados por la música experimental, noise, ska, boogie y jazz. Influenciados por Naked City, Crass, Fun People, Los Crudos, Spazz, y la nueva canción chilena. En sus últimos dos LP, el sonido tomó madurez y pulcritud,  incorporando elementos progresivos, post-hardcore y post-punk, más cercano a Fugazi o Refused.
Todos los álbumes del grupo han sido editados por el colectivo Masapunk, basados en la ética hazlo tu mismo. A su vez, la banda ha girado por todo Chile y varios países latinoamericanos. En 2018, Marcel Duchamp anunció su separación, realizando su último show el día 1 de diciembre, en el marco del lanzamiento en vinilo de su primer álbum Buscando luz de topos (Campo Magnético). El álbum póstumo Sacrificio apareció el 29 de marzo de 2019; fue presentado el 10 de enero de 2020, en Matucana 100, marcando la reunión de la banda.
El 31 de marzo, estrenaron el sencillo Weichan, el cual marca la actividad de la banda a distancia, entre Santiago de Chile y Baviera, Alemania. Esta hace mención a personas mapuche víctimas del estado chileno, como Francisca Linconao y Macarena Valdés.

## Miembros

### Miembros actuales
- Joaquín "Jko" Contreras – voz, bajo, coros (2001–presente)
- Francisco "Negro" Morales – batería, coros (2001–presente)
- Jaime Valderrama – voz, guitarras, coros (2003–presente)
- Eduardo Rivera – guitarras, coros (2015–presente)

### Miembros anteriores
- Rodrigo Robles – guitarras (2001–2003)

## Discografía

### Álbumes y EPs
- Marcel Duchamp experience EP (2000)
- Buscando luz de topos CD (2002, Masapunk)
- El disket disquette (Adelanto, 2002) Contiene 4 canciones del primer álbum.
- Contra nosotros mismos CD/12" (2006, Masapunk, CRA, Disyouth, Maldita Cruz, Desligamiento, Les Nains Aussi, Vaillent Fred)
- La vida de las personas CD/12" (2015, Masapunk, Inhumano, Campo Magnético)
- En vivo en Antofagasta casete (2015, Piroclasto) Grabado en 2005.
- Demo 2017 CD/casete (2017) Promocional para gira mexicana.
- Sacrificio (2019, Campo Magnético)

### Splits
- Marcel Duchamp / Redención 911 casete (2001, Masapunk)
- Marcel Duchamp / Biofilo Panclasta: Panclasta Duchamp CDr (2003, Masapunk, Plan Z)
- Marcel Duchamp / Doña Maldad: Avivando las llamas del descontento (2004)
- Marcel Duchamp / Disexión (2004)
- Marcel Duchamp / Colectivo No: En vivo 02.03.13 casete (2013, No Problema)

### Apariciones en compilatorios
- "Trenes", "Compost", "Trojanos" – D.I.Y. Or Die Vol I (2004, Infected)[5]
- "Ahora Ellos" – Aquí nos están matando - Here they are killing us (2019, Imperecedero) Compilación internacional en apoyo a las víctimas de la represión policial y estatal, tras las protestas del 18 de octubre en Chile.[6]